# Convenção para a Prevenção e a Repressão do Crime de Genocídio
Convenção para a Prevenção e a Repressão do Crime de Genocídio foi adotada por unanimidade pela Assembleia Geral das Nações Unidas em 9 de dezembro de 1948 como Resolução 260 da Assembleia Geral. A Convenção entrou em vigor em 12 de janeiro de 1951. Ele define o genocídio em termos legais e é o culminar de anos de campanha do advogado Raphael Lemkin. Todos os países participantes são aconselhados a prevenir e punir ações de genocídio na guerra e em tempos de paz. Até maio de 2019, 152 estados ratificaram ou aderiram ao tratado, mais recentemente Maurício em 8 de julho de 2019. Um Estado, a República Dominicana, assinou, mas não ratificou o tratado.

## Definição de genocídio
Artigo 2 da Convenção define genocídio como

... qualquer um dos seguintes atos cometidos com intenção de destruir, no todo ou em parte, um grupo nacional, étnico, racial ou religioso, como tal:
(a) Matar membros do grupo;
(b) Causar sérios danos físicos ou mentais a membros do grupo;
(c) Infligir deliberadamente ao grupo condições de vida calculadas para provocar sua destruição física, total ou parcial;
(d) Impor medidas destinadas a prevenir nascimentos dentro do grupo;
(e) Transferir crianças do grupo à força para outro grupo.
O artigo 3 define os crimes que podem ser punidos ao abrigo da convenção:

: (a) Genocídio;
(b) Conspiração para cometer genocídio;
(c) Incitação direta e pública para cometer genocídio;
(d) Tentativa de cometer genocídio;
(e) Cumplicidade no genocídio.
A convenção foi aprovada para proibir ações semelhantes ao Genocídio Armênio e ao Holocausto. O primeiro esboço da convenção incluía assassinatos políticos, mas a União Soviética junto com algumas outras nações não aceitaria que ações contra grupos identificados como tendo opiniões políticas ou status social semelhantes constituíssem genocídio, então essas estipulações foram posteriormente removidas em um compromisso político e diplomático.

## Membros
Provisões concedendo imunidade de acusação por genocídio sem o consentimento de um governo nacional foram feitas por Bangladexe, Barém, Estados Unidos, Filipinas, Iêmen, Índia, Malásia, Singapura, Vietnã e Iugoslávia. Antes da ratificação da convenção pelo Senado dos Estados Unidos em 1988, o senador William Proxmire falou a favor do tratado ao Senado todos os dias em que estava em sessão entre 1967 e 1986. 